# Jet Records
La Jet Records è stata un'etichetta discografica britannica fondata da Don Arden nel 1974.

## Storia
La prima pubblicazione ufficiale della Jet Records fu il singolo No, Honestly di Lynsey de Paul, pubblicato nel novembre 1974. Seguì la pubblicazione dell'album di de Paul Taste Me... Don't Waste Me. Il suo secondo album Love Bomb venne altresì pubblicato dalla Jet, prima che la cantante lasciasse l'etichetta nel 1975, lasciando il suo terzo album Take Your Time completato ma non pubblicato; il disco venne pubblicato solo nel 1990 con il titolo Before You Go Tonight dalla Century Records, dopo che la disputa con Don Arden fu risolta. Entrarono successivamente nel catalogo della Jet Records i lavori da solista di Roy Wood e delle sue band ELO e Wizzard, per quanto riguarda la distribuzione nel mercato britannico. Don Arden fu manager per i Black Sabbath, ma la sua etichetta non pubblicò mai alcun loro disco; quando il cantante Ozzy Osbourne lasciò la band, Arden decise di metterlo sotto contratto con la Jet, pubblicando i suoi primi due album Blizzard of Ozz e Diary of a Madman, di enorme successo internazionale, e l'album dal vivo Talk of the Devil. La figlia di Arden, Sharon, che al tempo lavorava per il padre, diverrà manager e fidanzata di Osbourne, per poi successivamente sposarsi con l'artista di Birmingham. Osbourne lascerà la Jet Records nel 1983 per la Epic Records. Nel 1985 la Jet Records vendette gran parte dei diritti sul suo catalogo alla CBS Records. Le ultime pubblicazioni della Jet prima della chiusura furono il singolo 1-2-3 di Roy Wood e l'album dal vivo Live at Fairfield Halls dei Bucks Fizz.
Fu inizialmente distribuita dalla Island Records, per poi passare alla Polydor Records nel biennio 1975-76 e poi alla CBS Records, a cui venderà gran parte dei diritti prima della chiusura definitiva. Successivamente il catalogo venne distribuito tra la Sanctuary Records, l'Epic Records e la Cherry Red Records.